# Église Saint-Généroux de Saint-Généroux
L'église de Saint-Généroux située sur la commune de Saint-Généroux dans le département des Deux-Sèvres en Nouvelle-Aquitaine est l'ancienne église d'un prieuré dépendant de l'abbaye Saint-Jouin de Marnes devenue église paroissiale à la Révolution. Ces caractéristiques architecturales préromanes en font une des plus anciennes églises du Poitou. Elle est classée sur la liste des Monuments historiques de 1846.

## Localisation

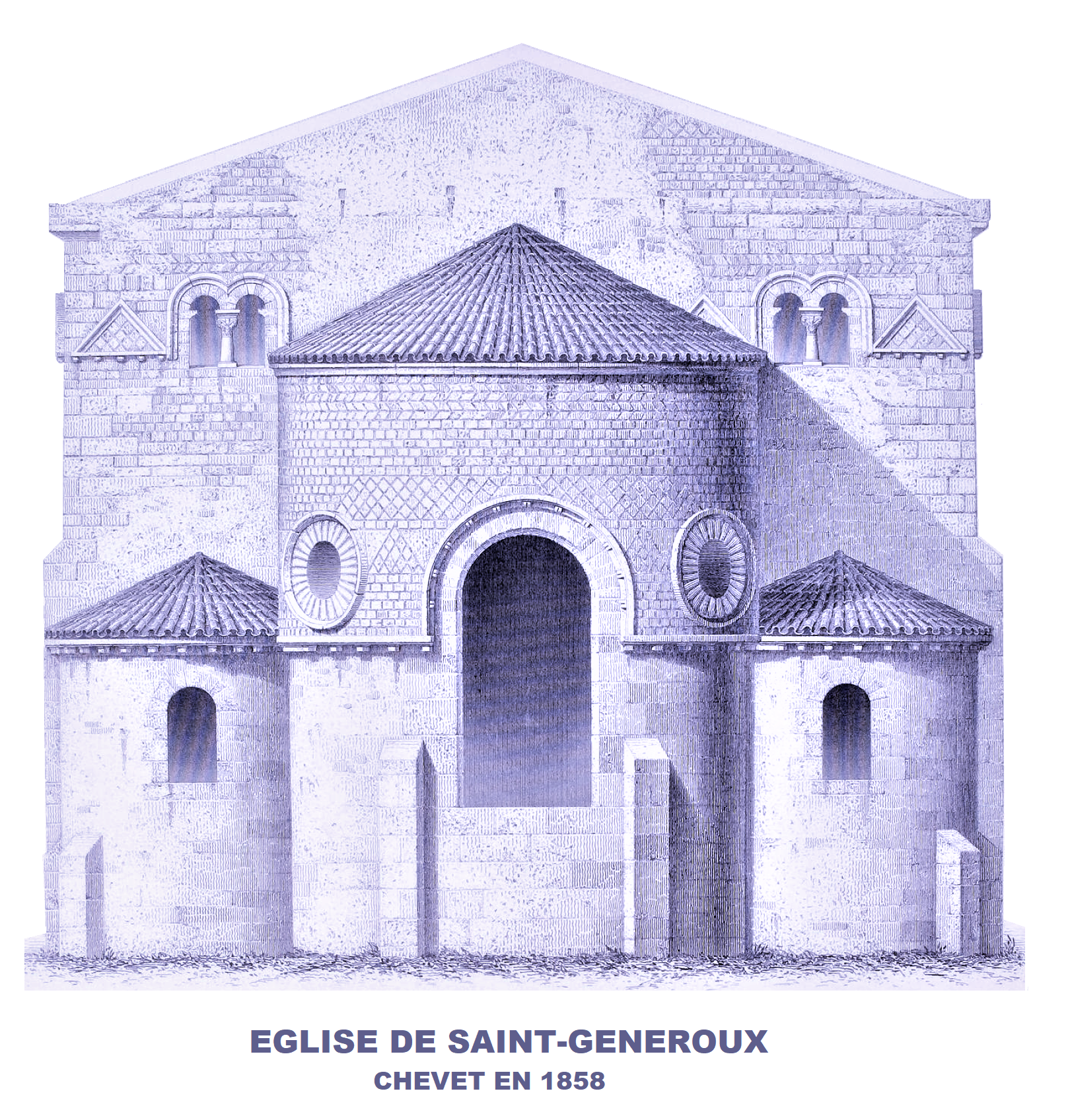
Le chevet en 1858.

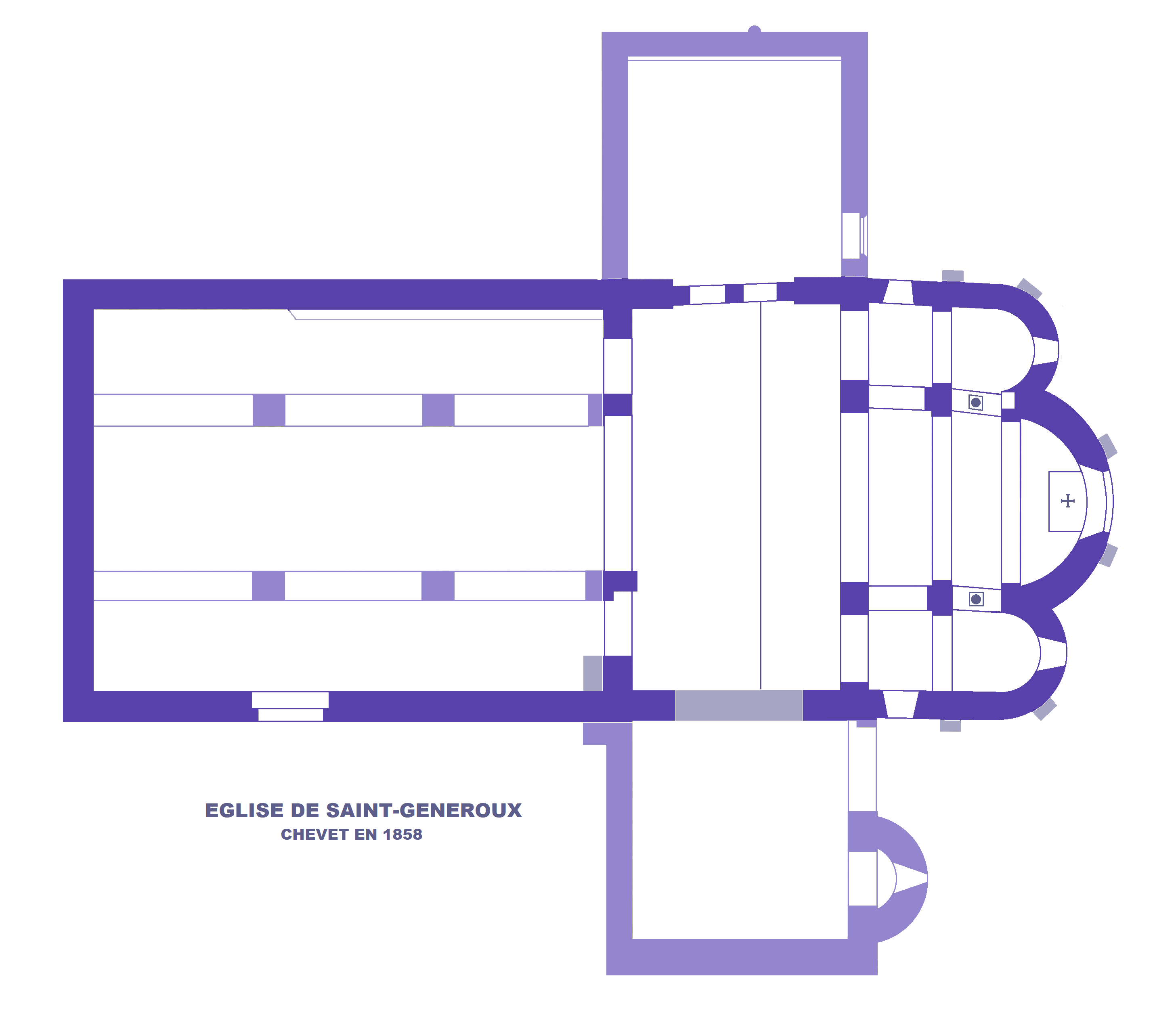
Le plan en 1858.

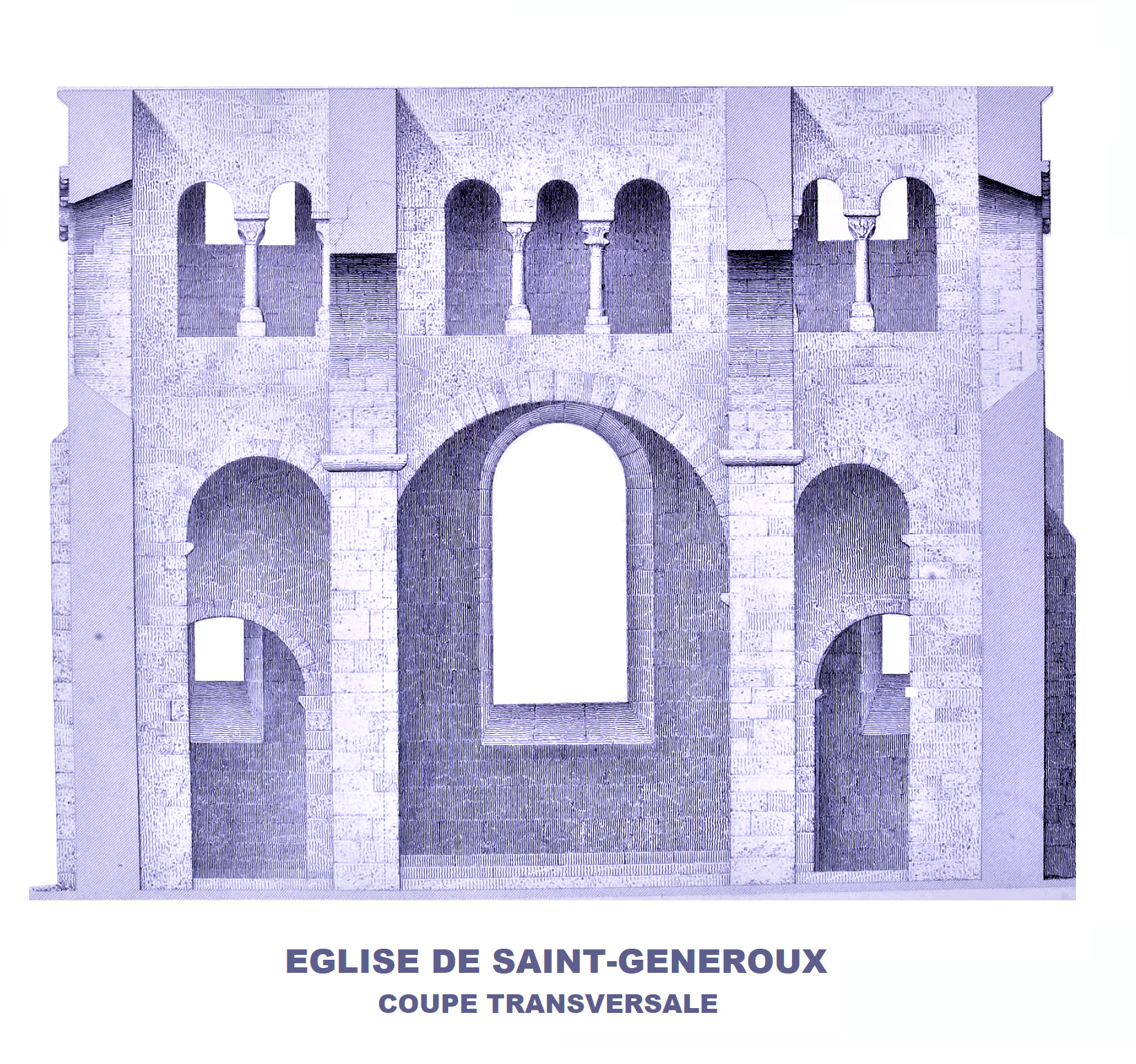
Arc triomphal.

La petite église de Saint-Généroux est bâtie entre deux collines à une centaine de mètres à l'est du pont sur la rivière le Thouet au centre du bourg de Saint-Généroux. Sur le cadastre napoléonien de 1826, elle possède encore deux croisillons de transepts dont celui du sud avec une absidiole orientée et une construction en appentis devant sa porte d'entrée sur la façade sud.

## Histoire
La légende veut qu'au Ve ou VIe siècle, un religieux de l'abbaye Saint-Jouin de Marnes se soit retiré à Saint-Généroux où est fondé un prieuré. 
Cette église de Saint-Généroux est presque complète avant sa restauration ce qui fait sa notoriété. L'inspecteur général des Monuments historique Prosper Mérimée la visite en 1840 et fait une note sur son état ancien, les archéologues du XIXe, Arcisse de Caumont, Jules Gailhabaud, Jules Quicherat, Alfred Ramé la citent dans les manuels d'archéologie et publient des gravures. Sa datation reste controversée et on trouve des analogies avec des églises de la vallée de la Loire, comme la collégiale Saint-Mexme de Chinon construite entre 1025 et 1050 ou l'église de Cravant-les-Côteaux ,.

## Architecture
Le plan primitif de l'église de Saint-Généroux possède probablement une nef unique assez large, charpentée, éclairée de chaque côté par quatre fenêtres, un transept non débordant  avec deux fenêtres à chaque extrémité, un chœur avec une partie droite voûtée en berceau avec arcs doubleaux et une abside en cul de four. Dans d'autres campagnes de construction la nef est divisée en un vaisseau central et deux collatéraux par deux files de trois arcades retombant sur des piles carrées. Des croisillons de transept bas débordant sont édifiés et il n'est pas impossible que les absides latérales flanquant l'abside principale soient plus tardives.
L'arc triomphal ou le mur transversal entre la nef et le chœur est particulièrement intéressant. Il est percé de trois grandes arcades, celle du milieu étant plus large que celles des côtés. Au dessus, on trouve trois baies de trois arcs retombant sur des piédroits rectangulaires et au centre sur deux colonnettes à chapiteaux sculptés.
Ce mur présente des éléments étrangers à la région et on peut penser à des apports de l'architecture asturienne des IXe et XIe siècles. On y retrouve au IXe siècle, entre le chœur et la nef, une salle rectangulaire couverte d'une charpente que l'on ne peut pas assimiler à un transept. La présence de trois arcades percées dans la partie inférieure du mur transversal entre la nef et cette salle et la série de petites arcades au-dessus sont comparables au mur triomphal de l'église Sainte-Christine de Lena.
La décoration de la suite des fenêtres en plein-cintre des murs gouttereaux ménage entre les jambages des triangles ou des rectangles de petit appareil avec des cordons de billettes contournant les cintres et des triangles de moulures se détachant sur un font d'appareil réticulé. La fenêtre d'axe de l'abside principale est aussi contournée par un cordon de billettes avec au dessus un petit appareil régulier coupé d'assises d'appareil réticulé ou en arête de poissons. Ces décorations ressemblent fort à celles de l'église de Cravant-les-Côteaux et elles sont de la même époque voire du même constructeur.

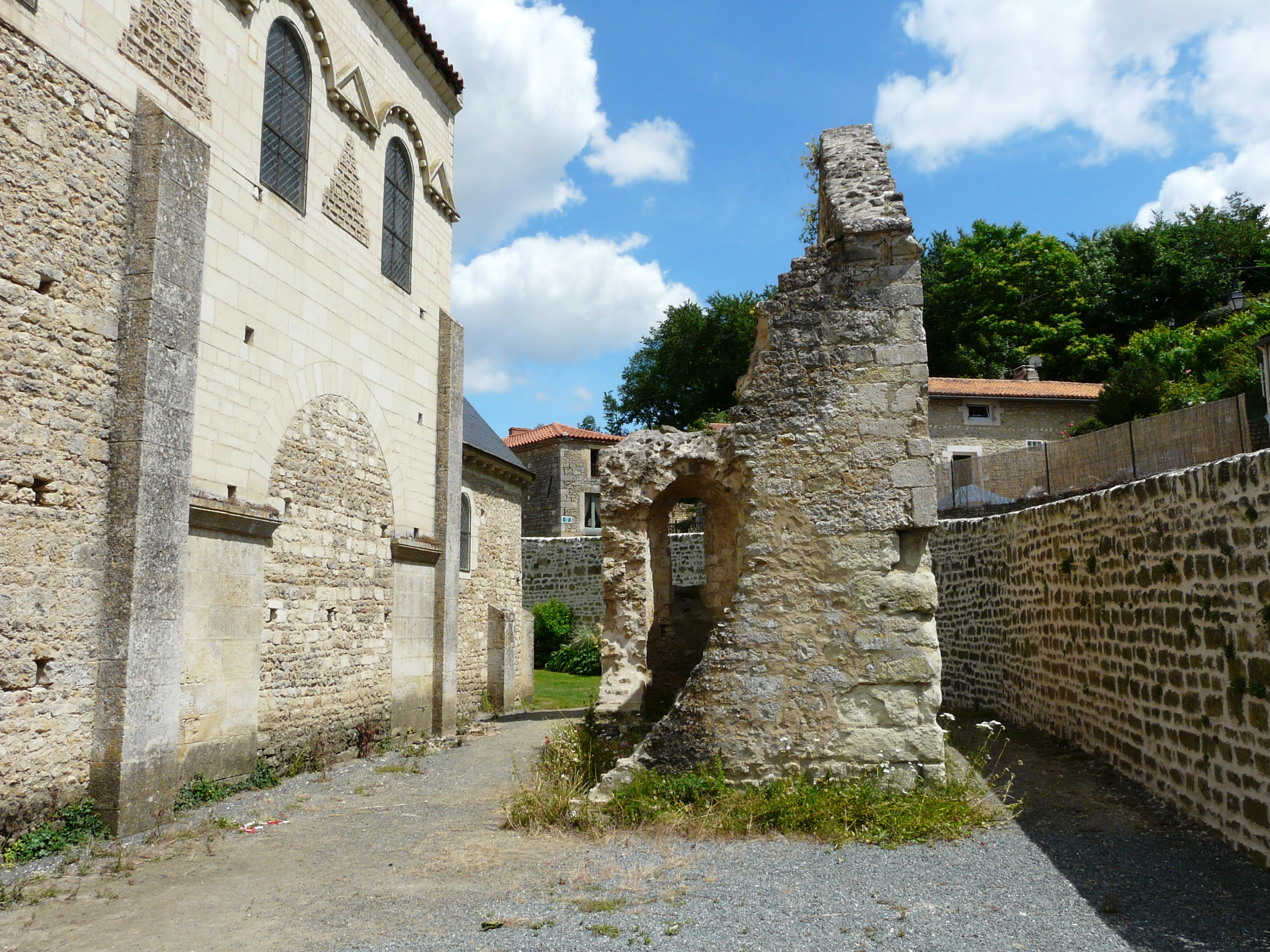
Façade sud.
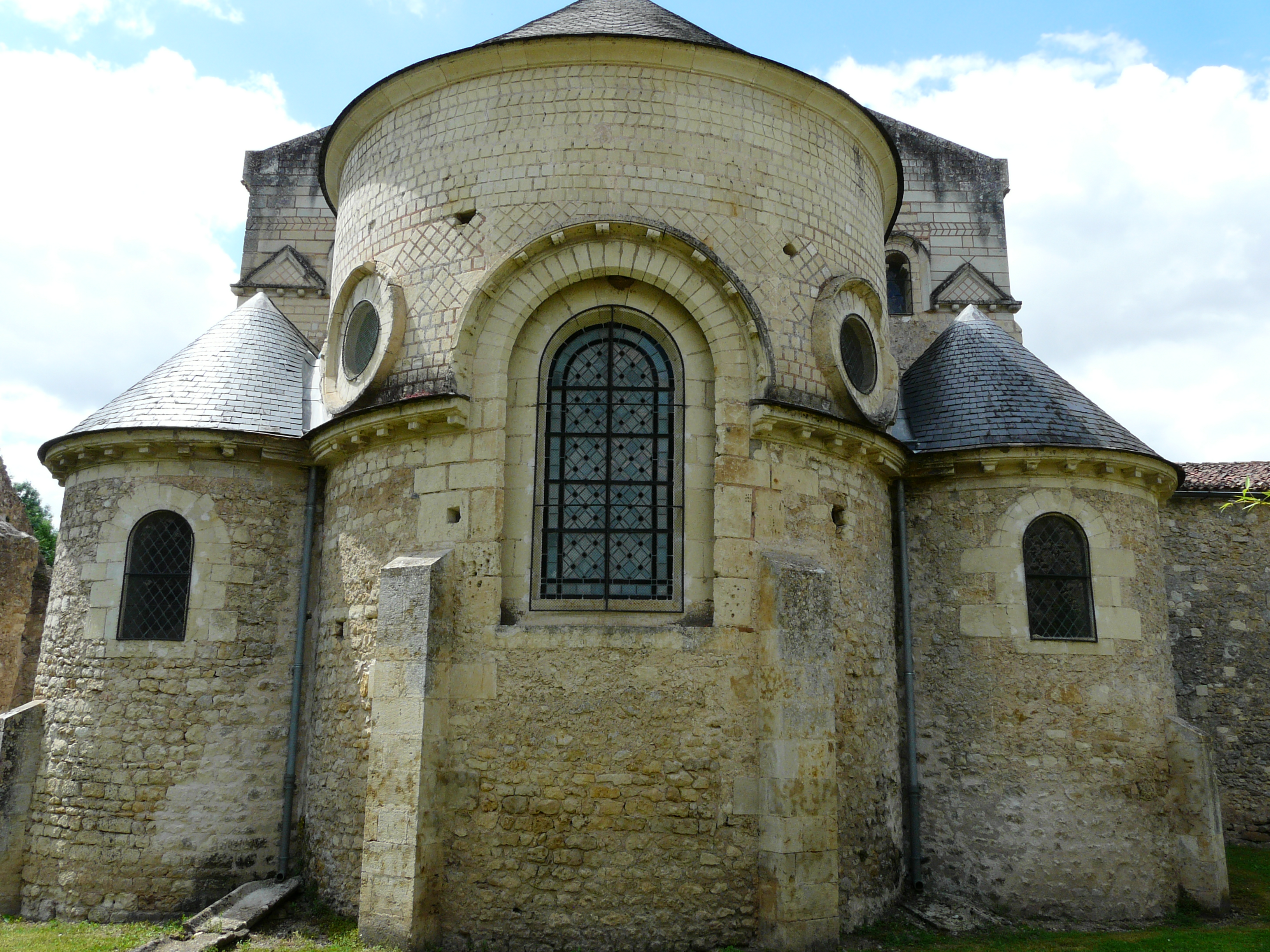
Le chevet.
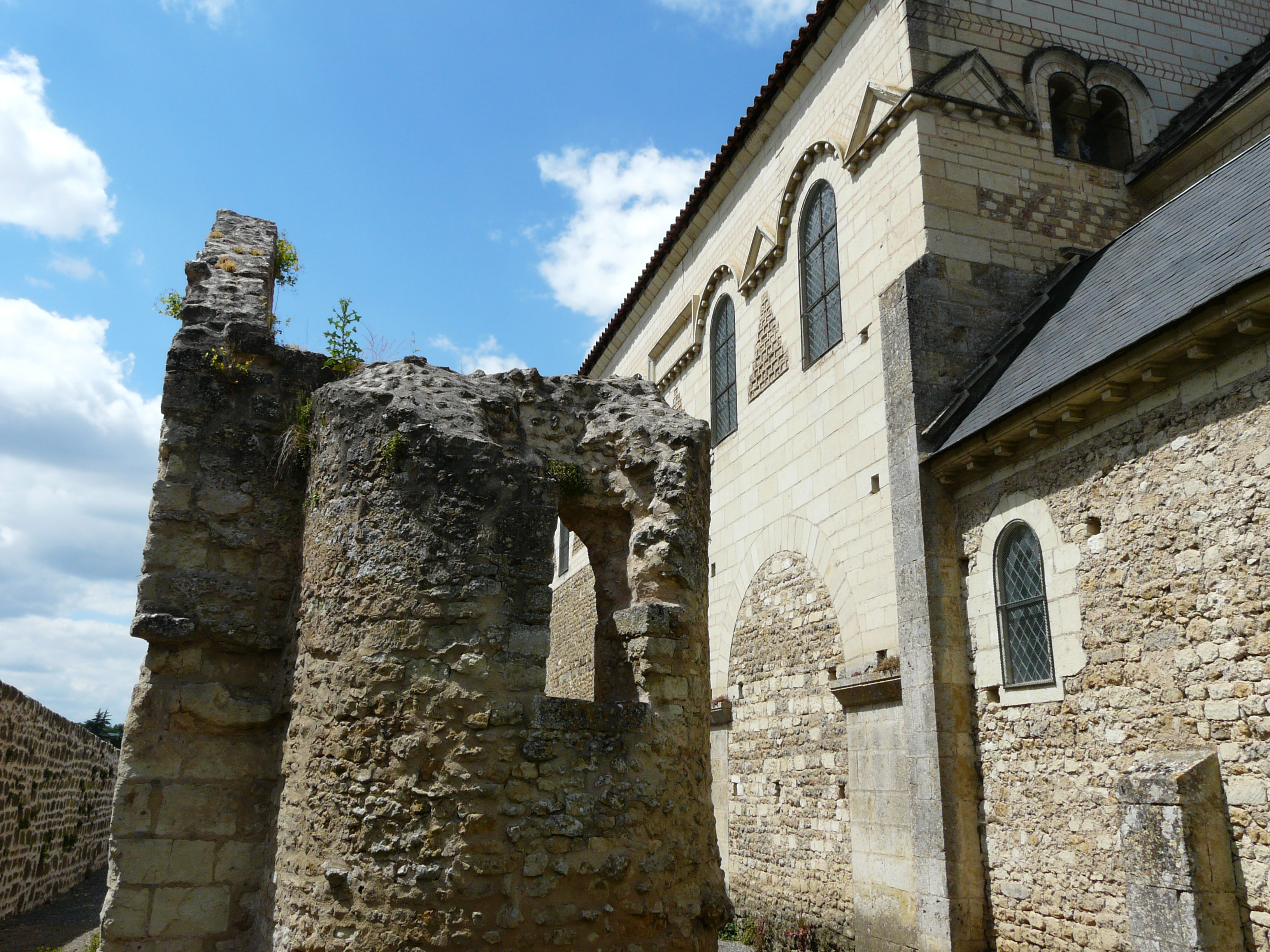
Détail angle sud-est.